# Eerie número 72
El número 72 de "Eerie" se publicó en febrero de 1976, con el siguiente contenido:
- Portada de Manuel Sanjulian
- The Demons of Jedediah Pan: Daddy Was A Demon Man, 15 p. de Bill DuBay/José Ortiz
- Hunter II: The Valley Of Armageddon, 10 p. de Budd Lewis/Paul Neary
- Reuben Youngblood: Private Eye!: Beware The Scarlet Combine, 10 p. de [Budd Lewis/Howard Chaykin & Berni Wrightson
- The Freaks: A Thin Dime Of Pain, 8 p. en color de Doug Moench/Leopold Sanchez
- The Pie And I, 9 p. de Budd Lewis/Luis Bermejo
- "La fábrica de monstruos" ("The Incredible People-Making Machines"), primera entrega de la serie Tales Of Peter Hypnos, 8 p. de Josep María Beà.